# Lepidagathis grandidieri
Lepidagathis grandidieri är en akantusväxtart som beskrevs av Raymond Benoist. Lepidagathis grandidieri ingår i släktet Lepidagathis och familjen akantusväxter. Inga underarter finns listade i Catalogue of Life.